# Cadossia
Cadossia (łac. Diœcesis Cadossensis) – stolica historycznej diecezji w Cesarstwie Rzymskim (prowincja Bitinia I), współcześnie w Turcji. Pierwsze wzmianki o diecezji pochodzą z VII wieku. W 1928 ustanowiona katolickim biskupstwem tytularnym, od 2000 wakująca.

## Biskupi tytularni
| Lp. | Biskup                             | Od              | Do              |
| --- | ---------------------------------- | --------------- | --------------- |
| 1   | Miguel Monconill y Viladot OFMCap. | 30 czerwca 1930 | 26 lutego 1946  |
| 2   | Antoon Demets CSsR                 | 13 czerwca 1946 | 3 sierpnia 2000 |